# Terra typica
Die Terra typica (kurz terr. typ., lat. ‚typisches Land‘), auch Typenfundort, Typuslokalität oder Locus classicus, ist das Gebiet, aus dem der Typus einer Art stammt. Der Typus ist ein ausgewähltes Individuum, das die Grundlage einer wissenschaftlichen Erstbeschreibung in der Biologie bildet. Die Terra typica muss demnach nicht der Region entsprechen, in der die Art besonders häufig ist, es kann sich auch um ein atypisches Gebiet oder um einen Randbereich des Verbreitungsgebietes handeln.
Der Fundort des Typexemplars, des Belegexemplars des Typus, kann durch Ortsbeschreibungen, Rasterkartierung und durch geographische Koordinaten angegeben werden.
Der Aufbewahrungsort des Typus bezeichnet im Gegensatz dazu die Sammlung, in der das Belegexemplar zu Forschungszwecken aufbewahrt wird.